# Joel Rosen
Joel Rosen (* 15. Februar 1928 in Cleveland; † 17. November 1998) war ein US-amerikanischer klassischer Pianist.

## Leben und Werk
Joel Rosen studierte von 1935 bis 1944 am Cleaveland Institute of Music und von 1944 bis 1951 an der Juilliard School of Music in New York sowie von 1945 bis 1948 an der New York University.
Er debütierte 1955 in der New Yorker Town Hall. Seitdem konzertierte er in den Musikzentren der USA und Europas.